# Isophelliidae
Isophelliidae is een familie uit de orde van de zeeanemonen (Actiniaria). De familie is voor het eerst wetenschappelijk beschreven door Stephenson in 1935. De familie omvat 8 geslachten en 45 soorten.

## Geslachten
- Epiphellia
- Euphellia Pax, 1908
- Gymnophellia
- Isophellia
- Litophellia
- Telmatactis Gravier, 1916